# Ecopista do Tua
A ecopista do Tua é uma ecopista em construção entre Mirandela e Bragança, em Portugal. O percurso tem aproximadamente 75 km de extensão e segue o traçado da desativada Linha do Tua ao longo da margem do rio Tua. O primeiro troço, com 4,9 quilómetros, foi inaugurado em abril de 2022.
O percurso atravessa a Paisagem Protegida da Albufeira do Azibo e os sítios da Rede Natura 2000 dos rios Sabor e Maçãs e Romeu. O projeto prevê a recuperação da Estação de Macedo de Cavaleiros para sede do Geopark Terras de Cavaleiros.